# Henrik Fisker

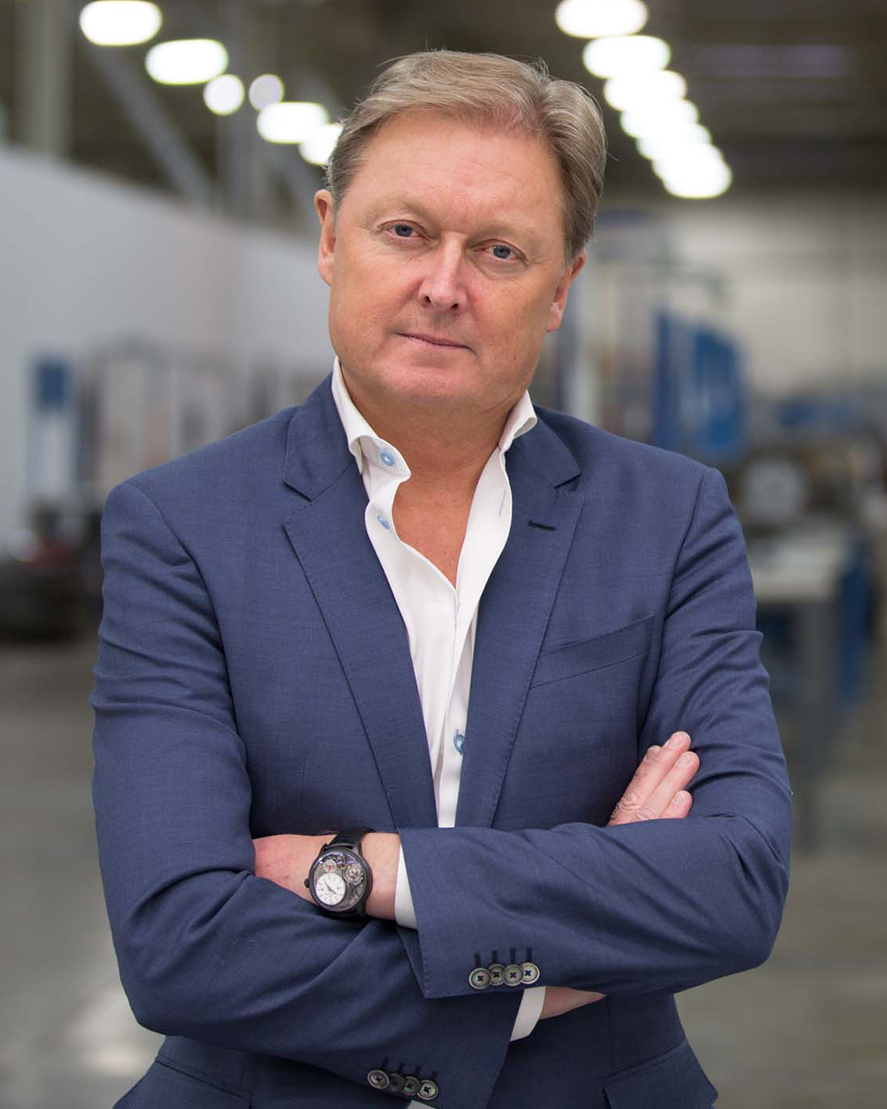
Henrik Fisker in 2016

Henrik Fisker (10 augustus 1963) is een Deense auto-ontwerper.
Hij was ontwerper van onder meer de BMW Z8 en de Aston Martin DB9.
In 2005 richtte hij een eigen automerk op, Fisker Coachbuild. Er werden twee modellen gepresenteerd, maar er werden slechts een tiental auto's gemaakt en het bedrijf ging ten onder. 
In 2007 begon hij een nieuw bedrijf, Fisker Automotive. In 2011 kwam de Fisker Karma op de markt, een plug-inhybride die werd geplaagd door terugroepacties, defecte accu’s en spontane branden. De verkopen van dit model vielen tegen en in maart 2013 ging ook dit bedrijf failliet.
Met Fisker Inc. richtte hij zich op volledig elektrische auto's. Het eerste model was de Fisker Ocean, een sports utility vehicle. In oktober 2018 kreeg dit bedrijf een beursnotering. De koers liep op en bereikte in 2021 een piek van US$ 28,50, wat Hendrik Fisker kortstondig miljardair maakte.
In 2023 maakte Fisker Inc. 10.142 voertuigen, maar de afleveringen bleven steken op 4700 stuks. In het jaar leed het bedrijf een nettoverlies van US$ 762 miljoen op een omzet van US$ 273 miljoen. De schulden waren opgelopen tot zo'n een miljard dollar. De aandelenkoers is gekelderd en de New York Stock Exchange wil de notering beëindigen. Op 18 juni 2024 heeft Fisker Inc. faillissement aangevraagd.